# 사이가강
사이가강(러시아어:Сайга река)는 러시아에 위치한 강이다.